# Relacions entre Angola i Israel
Les relacions entre Angola i Israel es refereix a les relacions bilaterals històriques i actuals entre la República d'Angola i Israel. Angola té ambaixada a Tel-Aviv i Israel té ambaixada a Luanda.

## Història
El govern d'Israel va donar suport al Front Nacional d'Alliberament d'Angola entre 1963 i 1969, durant la Guerra de la Independència d'Angola. En la dècada de 1960 Holden Roberto, cap del FNLA, va visitar Israel i membres del FNLA foren entrenats a Israel. En la dècada del 1970 Israel va enviar armes al FNLA a través de Zaire. L'ambaixada d'Israel a Luanda va reobrir en 1995, i Tamar Golan, que treballava per mantenir contactes entre Israel i els països africans durant dècades, fou nomenada ambaixadora israeliana. Tamar Golan va deixar el càrrec en 2002, però va retornar a Angola més tard a petició del president d'Angola José Eduardo dos Santos amb la finalitat d'establir una força de pau sota els auspicis de l'ONU, per tal d'eliminar les mines terrestres. L'empresa israeliana "Geomine" va proporcionar Angola l'equip per detectar mines per tal de facilitar la seva eliminació. El president Dos Santos va visitar Israel en 2005. En març de 2006 el volum de comerç entre ambdós països suposava $400 milions. L'ambaixador israelià a Angola en 2016 és Raphael Singer. En 2010 el govern d'Angola va refusar rebre com a nou ambaixador Isi Yanouka degut a la seva opció sexual, ja que era obertament gai.
En agost de 2012 el ministre d'afers exteriors angolès va fer una visita de tres dies a Jerusalem, on els governs d'Angola i Israel ratificaren un acord a Tel-Aviv per estretir els lligams entre ambdós països. El president israelià Shimon Peres va dir que aquests haurien d'estar basats en els camps de la ciència i la tecnologia, l'economia i la seguretat, i el canceller d'Angola va expressar el seu desig de continuar amb la cooperació bilateral en matèria de salut, agricultura, ciència i tecnologia, i la formació d'experts d'Angola.